# 香港行政長官校監必然制
香港行政長官校監必然制是沿襲港英時期總督出任校監的安排，香港各公營專上院校都根據其所屬條例，作為學校首長的校監皆由行政長官兼任。校監有權委任校董會主席和校董，及增補、修訂大學規程 。香港受大學條例規管的法定大學，包括香港大學、香港中文大學、香港浸會大學、香港理工大學、香港都會大學、香港城市大學、香港科技大學、香港教育大學、嶺南大學，另有是法定學院的香港演藝學院。按現行規定，行政長官有權根據「大學條例」委任各院校的校董會成員，包括主席、副主席及司庫；而除了委任香港中文大學校董會主席時須要根據校董會的提名而委任外，行政長官可以隨意委任任何校外人士擔任其他各院校的校董會主席，變相讓政府掌握每所大學的最高決策機關，干預大學的政策。而有意見指行政長官擔任校監權力過大，會損害院校自主，政治干預學術的風險極大 ，因而要求廢除行政長官校監必然制。

## 委任權力
行政長官可直接委任的大學校董人數及所佔之百份比可見下表：
| 院校         | 委任人數 | 百份比 |
| ------------ | -------- | ------ |
| 香港演藝學院 | 15       | 83.3%  |
| 香港教育大學 | 15       | 57.7%  |
| 香港都會大學 | 18       | 56.3%  |
| 嶺南大學     | 18       | 54.5%  |
| 香港浸會大學 | 15       | 44.1%  |
| 香港理工大學 | 9        | 36.0%  |
| 香港科技大學 | 9        | 33.3%  |
| 香港大學     | 7        | 33.3%  |
| 香港城市大學 | 7        | 30.4%  |
| 香港中文大學 | 6        | 11.5%  |

## 質疑

### 行政長官作為校監的權力過大
現時行政長官在各院校擁有龐大的權力，雖然在各間院校的權力略有差異，但主要包括：
1. 委任部份校董會成員、主席、副主席和司庫
2. 以大學的名義頒授學位及其他學術名銜，包括榮譽學位及榮譽名銜

有意見認為由於現時行政長官由「小圈子選舉」產生，缺乏人民的授權和認受性，在這個情況之下賦予行政長官過大權力，只會方便政府委任大量親信進入校董會，掌控大學人事任命，干預院校的施政，嚴重損害學術自由和院校自主。
而且，行政長官行使權力時，亦不受師生及公眾監察。身兼港大校董的香港教育專業人員協會和香港立法會議員葉建源及教協會秘書黃碧雲議員分別曾就梁振英涉嫌刪減港大名譽博士名單一事去信港大名譽學位委員會，但港大校方代表副校監李國寶撰寫的覆函，竟以「保密」為由而拒絕回覆 ，被認為行政長官運用權力的過程純屬黑箱作業。

## 社會反應

### 廢除行政長官校監必然制
不少團體如香港中文大學學生會、嶺大學生會、街工等均建議修改大學條例，限制行政長官權力。香港教育專業人員協會認為應檢討現行的大學條例，削減或取消由行政長官委任的校董會席位，引入更多的師生代表，包括學院院長、職員校董、學生校董等，並增加校監行使權力時的透明度。由香港中文大學生會牽頭，八大院校聯同樹仁大學、恒生管理學院代表在2016年6月17日發起遊行，反對行政長官校監必然制 。